# دنی ریس
دنی ریس (اسپانیایی: Denyi Reyes‎؛ زادهٔ ۲ نوامبر ۱۹۹۶) بازیکن بیس‌بال اهل جمهوری دومینیکن است.
وی در مسابقات کشوری و بین‌المللی در مجموع برندهٔ ۱ مدال برنز شده‌است.